# (12100) Amiens
(12100) Amiens (voorlopige aanduiding 1998 HR149) is een planetoïde in de planetoïdengordel, die op 25 april 1998 werd ontdekt door Eric Walter Elst in het La Silla-observatorium van de Europese Zuidelijke Sterrenwacht. De planetoïde werd in 2009 vernoemd naar de Noord-Franse stad Amiens.
(12100) Amiens is een planetoïde van ongeveer 2,6 km diameter.

## Baan om de Zon
De planetoïde beschrijft een baan om de Zon die gekenmerkt wordt door een perihelium van 2,4951 AE en een aphelium van 2,7021 AE. De planetoïde heeft een periode van 4,19 jaar (of 1530,02 dagen).